# Lekkoatletyka na Letnich Igrzyskach Olimpijskich 1948 – bieg na 100 m mężczyzn

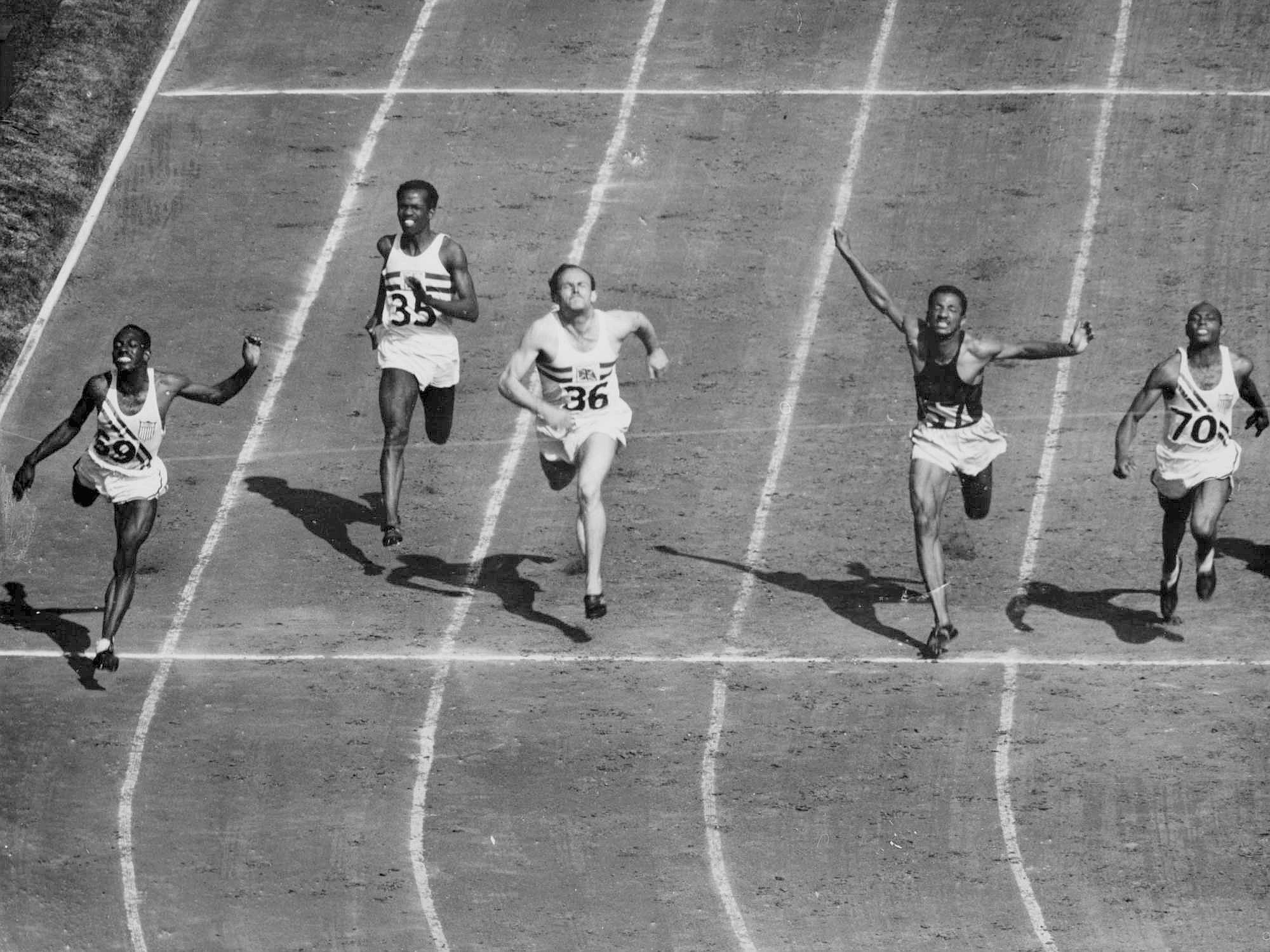
Bieg finałowy

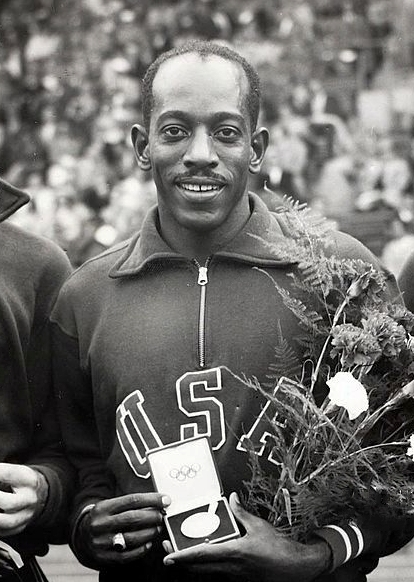
Zdobywca złotego medalu Harrison Dillard

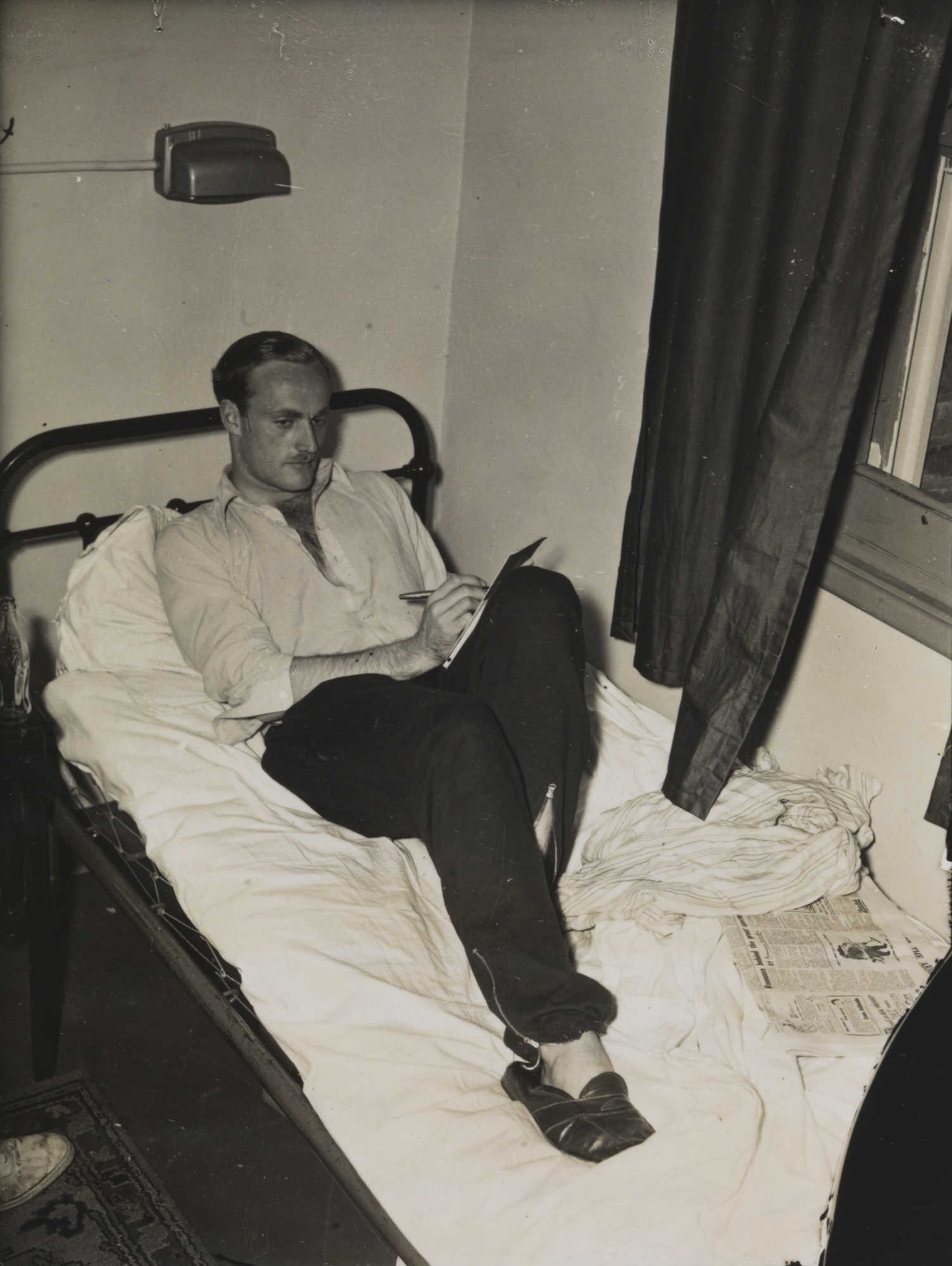
Alistair McCorquodale (4. miejsce) w swoim pokoju w wiosce olimpijskiej

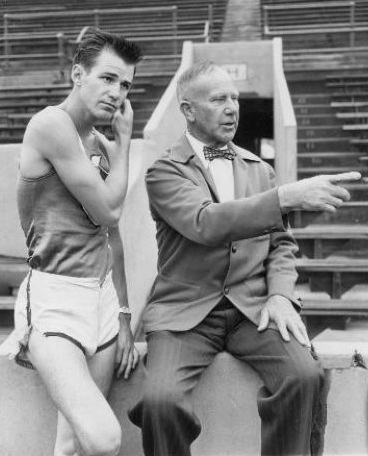
Mel Patton (5. miejsce) z trenerem

Bieg na dystansie 100 metrów mężczyzn był jedną z konkurencji lekkoatletycznych rozgrywanych podczas XIV Igrzysk Olimpijskich w Londynie. Biegi eliminacyjne i ćwierćfinałowe rozegrane zostały 30 lipca 1948 roku, zaś biegi półfinałowe i finał – 31 lipca 1948 roku. Mistrzem olimpijskim w tej konkurencji został Amerykanin Harrison Dillard. W rywalizacji wzięło udział 70 biegaczy z 33 reprezentacji.
W 1948 roku najszybszymi sprinterami globu byli Amerykanin Mel Patton oraz Panamczyk Lloyd La Beach, który był pierwszym reprezentantem swojego kraju na igrzyskach olimpijskich. Rywalizowali oni kilka razy ze sobą w 1947 i 1948 roku, najczęściej wygrywając naprzemiennie i pozbawiając szans pozostałych zawodników. Kolejnym ze sprinterów-faworytów był Amerykanin Barney Ewell, lecz największe sukcesy świętował w latach wojennych. Jednym z faworytów, który nie pojawił się w Londynie był Hal Davis. Byłby on faworytem do złota na igrzyskach w 1940 i 1944, gdyby nie zostały one odwołane. Najpoważniejszym kandydatem do złota okazał się amerykański płotkarz Harrison Dillard. Odpadł on w eliminacjach krajowych na 110 metrów przez płotki, lecz startował także na dystansie 100 metrów, gdzie ku zaskoczeniu publiczności, wygrał wyprzedzając Pattona i Ewella.

## Eliminacje
Bieg 1
| Miejsce | Zawodnik              | Czas  | Uwagi |
| ------- | --------------------- | ----- | ----- |
| 1       | Barney Ewell          | 10,5  | Q     |
| 2       | Alastair McCorquodale | 10,5  | Q     |
| 3       | Leslie Laing          | 11,0  |       |
| 4       | Angel García          | b. d. |       |
| 5       | Nestor Jacono         | b. d. |       |

Bieg 2
| Miejsce | Zawodnik            | Czas  | Uwagi |
| ------- | ------------------- | ----- | ----- |
| 1       | Mel Patton          | 10,6  | Q     |
| 2       | Ivan Hausen         | 10,9  | Q     |
| 3       | Jim O’Brien         | 10,9  |       |
| 4       | Fernando Lapuente   | b. d. |       |
| 5       | Hector Gosset       | b. d. |       |
| 6       | Guillermo Rodríguez | b. d. |       |

Bieg 3
| Miejsce | Zawodnik        | Czas | Uwagi |
| ------- | --------------- | ---- | ----- |
| 1       | Lloyd La Beach  | 10,5 | Q     |
| 2       | Béla Goldoványi | 11,0 | Q     |
| 3       | Francis Mahoney | 11,8 |       |

Bieg 4
| Miejsce | Zawodnik              | Czas  | Uwagi |
| ------- | --------------------- | ----- | ----- |
| 1       | Juan López            | 10,5  | Q     |
| 2       | Kenneth Jones         | 10,6  | Q     |
| 3       | Jan Meijer            | 11,0  |       |
| 4       | Máximo Reyes          | b. d. |       |
| 5       | Finnbjörn Þorvaldsson | b. d. |       |

Bieg 5
| Miejsce | Zawodnik         | Czas  | Uwagi |
| ------- | ---------------- | ----- | ----- |
| 1       | Harrison Dillard | 10,4  | Q     |
| 2       | Aroldo da Silva  | 10,6  | Q     |
| 3       | Peter Bloch      | 11,1  |       |
| 4       | Pol Braekman     | b. d. |       |

Bieg 6
| Miejsce | Zawodnik                 | Czas  | Uwagi |
| ------- | ------------------------ | ----- | ----- |
| 1       | Emmanuel McDonald Bailey | 10,5  | Q     |
| 2       | Haukur Clausen           | 11,0  | Q     |
| 3       | Abram van Heerden        | 11,1  |       |
| 4       | Carlos Silva Anguita     | b. d. |       |
| 5       | Bernabe Lovina           | b. d. |       |
| 6       | Stanley Lines            | b. d. |       |

Bieg 7
| Miejsce | Zawodnik       | Czas  | Uwagi |
| ------- | -------------- | ----- | ----- |
| 1       | John Treloar   | 10,5  | Q     |
| 2       | René Valmy     | 10,8  | Q     |
| 3       | György Csányi  | 11,1  |       |
| 4       | Carlos Isaac   | b. d. |       |
| 5       | Sayed Moukhtar | b. d. |       |
| 6       | Ali Salman     | b. d. |       |

Bieg 8
| Miejsce | Zawodnik       | Czas  | Uwagi |
| ------- | -------------- | ----- | ----- |
| 1       | Rafael Fortún  | 10,7  | Q     |
| 2       | John Bartram   | 10,8  | Q     |
| 3       | Basil McKenzie | 10,8  |       |
| 4       | Hélio da Silva | b. d. |       |
| 5       | Johan Zwaan    | b. d. |       |

Bieg 9
| Miejsce | Zawodnik         | Czas  | Uwagi |
| ------- | ---------------- | ----- | ----- |
| 1       | Morris Curotta   | 10,7  | Q     |
| 2       | Gerardo Bönnhoff | 10,8  | Q     |
| 3       | Raúl Mazorra     | 11,1  |       |
| 4       | Örn Clausen      | b. d. |       |
| 5       | Raşit Öztaş      | b. d. |       |
| -       | Perry Johnson    | DQ    |       |

Bieg 10
| Miejsce | Zawodnik          | Czas  | Uwagi |
| ------- | ----------------- | ----- | ----- |
| 1       | Georgie Lewis     | 10,8  | Q     |
| 2       | Edward Haggis     | 10,9  | Q     |
| 3       | Walter Pérez      | 11,0  |       |
| 4       | Santiago Ferrando | b. d. |       |
| 5       | Stefanos Petrakis | b. d. |       |

Bieg 11
| Miejsce | Zawodnik             | Czas  | Uwagi |
| ------- | -------------------- | ----- | ----- |
| 1       | Isidoor Van De Wiele | 10,8  | Q     |
| 2       | Nuno Morais          | 10,9  | Q     |
| 3       | Alberto Labarthe     | 11,0  |       |
| 4       | Sharif Butt          | b. d. |       |
| 5       | Charles Thompson     | b. d. |       |

Bieg 12
| Miejsce | Zawodnik       | Czas  | Uwagi |
| ------- | -------------- | ----- | ----- |
| 1       | Mario Fayos    | 11,0  | Q     |
| 2       | Eric Prabhakar | 11,0  | Q     |
| 3       | László Bartha  | 11,1  |       |
| 4       | Jan Kleyn      | b. d. |       |
| 5       | Kemal Aksur    | b. d. |       |
| 6       | Maung Sein Pe  | b. d. |       |

## Ćwierćfinały
Bieg 1
| Miejsce | Zawodnik         | Czas  | Uwagi |
| ------- | ---------------- | ----- | ----- |
| 1       | Harrison Dillard | 10,4  | Q     |
| 2       | Juan López       | 10,6  | Q     |
| 3       | Kenneth Jones    | 10,7  | Q     |
| 4       | Ivan Hausen      | b. d. |       |
| 5       | Edward Haggis    | b. d. |       |
| 6       | Nuno Morais      | b. d. |       |

Bieg 2
| Miejsce | Zawodnik                 | Czas  | Uwagi |
| ------- | ------------------------ | ----- | ----- |
| 1       | Barney Ewell             | 10,5  | Q     |
| 2       | Emmanuel McDonald Bailey | 10,6  | Q     |
| 3       | Morris Curotta           | 10,8  | Q     |
| 4       | Georgie Lewis            | b. d. |       |
| 5       | Béla Goldoványi          | b. d. |       |
| 6       | Haukur Clausen           | b. d. |       |

Bieg 3
| Miejsce | Zawodnik              | Czas  | Uwagi |
| ------- | --------------------- | ----- | ----- |
| 1       | Mel Patton            | 10,4  | Q     |
| 2       | Alastair McCorquodale | 10,5  | Q     |
| 3       | John Bartram          | 10,6  | Q     |
| 4       | René Valmy            | b. d. |       |
| 5       | Mario Fayos           | b. d. |       |
| 6       | Isidoor Van De Wiele  | b. d. |       |

Bieg 4
| Miejsce | Zawodnik         | Czas  | Uwagi |
| ------- | ---------------- | ----- | ----- |
| 1       | Lloyd La Beach   | 10,5  | Q     |
| 2       | John Treloar     | 10,5  | Q     |
| 3       | Rafael Fortún    | 10,6  | Q     |
| 4       | Aroldo da Silva  | b. d. |       |
| 5       | Gerardo Bönnhoff | b. d. |       |
| 6       | Eric Prabhakar   | b. d. |       |

## Półfinały
Bieg 1
| Miejsce | Zawodnik              | Czas  | Uwagi |
| ------- | --------------------- | ----- | ----- |
| 1       | Harrison Dillard      | 10,5  | Q     |
| 2       | Barney Ewell          | 10,5  | Q     |
| 3       | Alastair McCorquodale | 10,7  | Q     |
| 4       | John Bartram          | b. d. |       |
| 5       | Juan López            | b. d. |       |
| 6       | Morris Curotta        | b. d. |       |

Bieg 2
| Miejsce | Zawodnik                 | Czas  | Uwagi |
| ------- | ------------------------ | ----- | ----- |
| 1       | Mel Patton               | 10,4  | Q     |
| 2       | Lloyd La Beach           | 10,5  | Q     |
| 3       | Emmanuel McDonald Bailey | 10,6  | Q     |
| 4       | John Treloar             | b. d. |       |
| 5       | Rafael Fortún            | b. d. |       |
| 6       | Kenneth Jones            | b. d. |       |

## Finał
| Miejsce | Zawodnik                 | Czas   |
| ------- | ------------------------ | ------ |
| 1       | Harrison Dillard         | 10,3 = |
| 2       | Barney Ewell             | 10,4   |
| 3       | Lloyd La Beach           | 10,6   |
| 4       | Alastair McCorquodale    | b. d.  |
| 5       | Mel Patton               | b. d.  |
| 6       | Emmanuel McDonald Bailey | b. d.  |